# Panteones (métro de Mexico)
Panteones est une station de la Ligne 2 du métro de Mexico, située à l'ouest de Mexico, dans la délégation Miguel Hidalgo.

## La station
La station est ouverte en 1984.
Son nom vient de la proximité de plusieurs cimetières, y compris le Panthéon Espagnol. Son logo représente la croix d'une tombe.